# Trichogramma bourarachae
Trichogramma bourarachae é uma espécie de insetos himenópteros, mais especificamente de vespas parasíticas pertencente à família Trichogrammatidae.
A autoridade científica da espécie é Pintureau & Babault, tendo sido descrita no ano de 1988.
Trata-se de uma espécie presente no território português.